# 역슬래시
역슬래시(영어: backslash) 또는 역사선(逆斜線, 영어: reverse solidus)은 문장 부호의 일종이며, 1960년에 밥 베머가 ASCII 문자 집합을 만들면서 추가하였다. 역슬래시(영어: Backslash)는 슬래시(/)를 좌우로 뒤집은 형태이며, 왼쪽 위에서 오른쪽 아래로 그은 선 모양이다.
대한민국과 일본의 컴퓨터 문자 체계에서는 역슬래시 기호에 원 기호와 엔 기호를 각각 배정해 놓고 있기 때문에 이들 기호로 표시되거나 입력된다.

## 용례
유닉스 계열 운영체제와 C, 펄과 같은 관련된 프로그래밍 언어에서, 역슬래시는 그 뒤에 따라 오는 문자가 특수하게 처리되어야 한다는 것을 나타내며 종종 탈출 문자라고도 불린다. 예를 들어 여러 언어에서 "\n"은 개행 문자를 나타낸다. 또한 줄 끝에 오는 역슬래시는 그 줄과 다음 줄이 하나로 합쳐져야 한다는 것을 가리키기도 한다.
도스와 마이크로소프트 윈도우 시스템에서 역슬래시는 경로명에서 디렉토리 이름과 파일 이름을 구분하는 데 사용된다. 반면 유닉스 계열의 운영체제들은 그 목적으로 슬래시를 쓰기 때문에 사용자에게 종종 혼란을 주곤 한다. 역슬래시가 구분자로 쓰인 것은 디렉토리 개념이 없던 초기 운영체제들에서 슬래시를 명령줄 옵션을 나타내는 데 사용했기 때문이다. (유닉스에서는 하이픈을 대신 사용했다.) 그러나 이들 시스템에서도 보통 명령줄 옵션과 혼동이 되지 않는다면 슬래시를 역슬래시 대신에 쓸 수 있다.
수학에서 역슬래시와 비슷하게 생긴 문자는 차집합을 나타내는 데 사용되곤 한다.

## 대한민국과 일본의 문자 집합
대한민국과 일본에서 각각 ASCII 문자 집합에 대응하는 KS X 1003과 JIS X 0201에서는 역슬래시 자리에 역슬래시 대신 원화(₩, U+20A9) 및 엔화(¥, U+00A5)를 대신 그려 넣고 있다. 그러나 대부분의 시스템에서는 ASCII와의 호환성을 위해 이들을 역슬래시로 처리하고 있으며(전각 문자 제외), 마이크로소프트 윈도우의 기본 글꼴을 비롯한 일부 글꼴들이 역슬래시를 엔화 및 원화 기호로 표시하고 있다. 따라서 적지 않은 사용자들이 엔화 또는 원화 기호와 역슬래시를 서로 혼동해서 사용하고 있다.

## 같이 보기
- 슬래시